# آلن جنکینس
آلن جنکینس (انگلیسی: Allen Jenkins؛ ۹ آوریل ۱۹۰۰ – ۲۰ ژوئیهٔ ۱۹۷۴) یک هنرپیشه اهل ایالات متحده آمریکا بود. وی بین سال‌های ۱۹۲۳ تا ۱۹۷۴ میلادی فعالیت می‌کرد.
از فیلم‌ها یا برنامه‌های تلویزیونی که وی در آن نقش داشته است می‌توان به توپ آتش، دستری دوباره می‌راند، بن‌بست، حرف‌های خودمانی، فراری از گروه مجرمان و شهردار جهنم اشاره کرد.